# Katoșciîne, Tomakivka
Katoșciîne (în ucraineană Катьощине) este un sat în așezarea urbană Tomakivka din raionul Tomakivka, regiunea Dnipropetrovsk, Ucraina.

## Demografie
Componența lingvistică a localității Katoșciîne
     Ucraineană (89,23%)
     Rusă (8,92%)
     Belarusă (1,54%)
     Alte limbi (0,31%)
Conform recensământului din 2001, majoritatea populației localității Katoșciîne era vorbitoare de ucraineană (89,23%), existând în minoritate și vorbitori de rusă (8,92%) și belarusă (1,54%).